# Schwammhöchi

Die Schwammhöchi ist links der Bildmitte.

Die Schwammhöchi ist ein Aussichtspunkt im Schweizer Kanton Glarus auf einer Höhe von rund 1100 m ü. M.
Der Punkt bietet einen Ausblick hinunter auf den Klöntalersee im Westen.